# Lemme de Mazur
En analyse fonctionnelle (mathématique), le lemme de Mazur — ou théorème de Mazur — assure que dans un espace vectoriel normé, toute limite faible d'une suite (xn)n∈ℕ est limite forte (c'est-à-dire en norme) d'une suite combinaisons convexes des vecteurs xn. Cette propriété est utilisée en calcul des variations, par exemple pour démontrer le théorème de Tonelli (en),.

## Énoncé
Dans un espace vectoriel normé X, soit (xn)n∈ℕ une suite convergeant faiblement vers un vecteur x de X, c'est-à-dire que pour toute forme linéaire continue f sur X,
Alors il existe une suite (yn)n∈ℕ à valeurs dans l'enveloppe convexe de l'ensemble des valeurs de la suite (xn)n∈ℕ, et même telle que pour tout entier n, le terme yn soit de la forme
qui converge en norme vers x, c'est-à-dire telle que

## Démonstration
On utilise les trois résultats suivants, valables dans tout espace vectoriel topologique localement convexe métrisable, en particulier dans un espace vectoriel normé :
1. l'adhérence de tout convexe est convexe ;
2. tout convexe fermé est faiblement fermé ;
3. tout point adhérent à une partie est limite d'une suite à valeurs dans cette partie.

Pour tout entier n > 0, soit  Cn l'enveloppe convexe de l'ensemble des xk pour k ≥ n. Son adhérence  Cn est convexe d'après le point 1 donc faiblement fermée d'après le point 2, si bien que  Cn contient l'adhérence faible de  Cn, qui elle-même contient x par hypothèse. D'après le point 3, il existe donc yn ∈ Cn tel que ‖x – yn‖ < 1/n.